# Шемрок Роверс
«Шемрок Роверс» (англ. Shamrock Rovers F.C., ирл. Cumann Peile Ruagairí na Seamróige) — ирландский футбольный клуб из столицы страны Дублина. Основан в 1901 году. Домашние матчи проводит на стадионе «Талла» общей вместимостью до 6 000 зрителей. Действующий участник Премьер-лиги, высшего дивизиона чемпионата Ирландии по футболу.
Самый титулованный футбольный клуб чемпионата Ирландии. Клуб-рекордсмен по числу завоёванных трофеев в чемпионате Ирландии: 19 побед в Премьер-лиге, 25 в кубке Ирландии и 18 в кубке Шилд. Также клуб является рекордсменом среди всех клубов Ирландии, делегировавших своих футболистов в национальную сборную Ирландии: 62 игрока.

## История клуба
«Шемрок Роверс» был основан в городском районе Дублина Рингсенд. Официальной датой основания клуба является 1901 год. В дебютном для себя сезоне 1922/23 в чемпионате «Шемрок Роверс» выиграл свой первый чемпионский титул в Ирландии. В последующих сезонах клуб не раз подтверждал свой чемпионский статус и сразу зарекомендовал себя как наиболее успешный клуб в Ирландии. К 1949 году «Шемрок Роверс» выиграл уже 44 национальных футбольных трофея. В 1950-х годах клуб выиграл три чемпионских титула и два кубка Ирландии, став первым ирландским клубом, принявшим участие в еврокубках. Клуб выступил в Кубке европейских чемпионов в сезоне 1957/58 годов. В 1960-х годах клуб установил кубковый рекорд чемпионата, выиграв 6 кубков Ирландии подряд, начиная с сезона 1963/64.
В период с 1926 по 1987 года домашней ареной «Шемрок Роверс» являлся стадион «Гленмалер Парк», после чего владельцы клуба продали стадион. В последующие 22 года клубу прошлось проводить домашние матчи на разных стадионах Дублина, а также за чертой города. К началу сезона 2009 года клуб переехал на новый стадион «Талла Стэдиум» после нескольких лет задержек и правовых споров, во время которых сторонники клуба спасли «Шемрок Роверс» от исчезновения.
До 1926 года на домашних матчах футболисты «Шемрок Роверс» носили бело-зелёную форму в вертикальную полоску. Эмблема клуба состоит из футбольного мяча и трилистника в центре, и на протяжении всей клубной истории эмблема почти не менялась. Цвета эмблемы соответствуют клубным цветам «Шемрок Роверс» — бело-зеленые.
Клуб имеет большую популярность и считается одним из самых популярных футбольных клубов Ирландии. Принципиальный соперник — земляки из футбольного клуба «Богемианс Дублин».

## История

### Основание и ранний период
Начало исчисления истории футбольного клуба «Шемрок Роверс» является спорным среди сторонников клуба, так как нет официальной документации о дате его основания. Самое раннее упоминание о клубе в газете архивов Национальной библиотеки Ирландии идёт с 1901 года, и статьи в клубной программе от 28 декабря 1941 года утверждают, что клуб был основан в этом году. Существуют только два несомненных факта о дате происхождения клуба, согласно которым команда играла только товарищеские игры в течение первых двух лет существования и клуб зарегистрирован в футбольной ассоциации Леинстера в 1901 году. По существу спор касается того, до или после регистрации были сыграны товарищеские игры. На протяжении 1970-х и 1980-х годов, год 1899 был написан на воротах стадиона «Гленмалер Парк», но с 1990 года «1901 год» был принят в качестве года основания клуба.
 «Шемрок Роверс» происходят из городского района Рингсенд, Дублин. Название клуба происходит от Шемрок-авеню в Рингсенд В 1906 году, после нескольких проведённых сезонов, клуб оповестил Молодёжную лигу Леинстера о расформировании. В 1914 году был клуб возрождён и начал играть свои матчи на «Рингсенд Парк». Впоследствии арена была недоступна в течение двух лет. Клуб вновь был расформирован, а игроки проводили товарищеские матчи в течение последующих пяти лет. В 1921 году «Шемрок Роверс» повторно возродили, и в этом же сезоне клуб вышел в финал первого Кубка Ирландии, где в упорной борьбе проиграли «Сент-Джеймс Гейту». В следующем сезоне, в дебютном сезоне в Высшей лиге, стал обладателем титула чемпиона Ирландии. В 1924 году влиятельный член Лиги, Боб Фуллам, вернулся в Роверс из «Лидс Юнайтед» и играл в сочетании с Джоном Флудом, Джоном Фэганом и Билли Фарреллом как «Четыре F». По результатам пяти сезонов в чемпионате Ирландии клуб выиграл три чемпионских титула и один Кубок Ирландии. В 1930-е клуб выиграл ещё три чемпионских титула и пять Кубков Ирландии с ирландскими сборниками, а ключевую роль в этом успехе сыграли Пэдди Мур и Джимми Данн при поддержке до 30 000 болельщиков на «Гленмалер Парке» [11] К 1949 году «Шемрок Роверс» утвердился как самый успешный футбольный клуб в Ирландии. К этому моменту клуб завоевал 44 главных трофея, участвовав в 6 Лигах Ирландии: Кубок Ирландии (11), Кубок ирландской лиги (7), Кубок Старшей лиги Леинстера (6), Кубок Дублина (2), Междугородный кубок (4) и Кубок президента (8).
В 1957 году дебютировал в еврокубках, уступив в предварительном раунде Кубка европейских чемпионов английскому клубу «Манчестер Юнайтед» с общим счётом 9:2. «Шемрок Роверс» стал первым ирландским клубом, выступавшим в европейских кубках.

### Понижение и возвращение
В сезоне 2005 года занял предпоследнее, 11-е место в Высшей лиге, в переходных матчах уступил «Дублин Сити» и выбыл в Первую лигу. Там он занял первое место и спустя год вернулся в Высшую лигу.

### Дом в Талла
Сезон 2009 года оказался прогрессивным для клуба, начиная с завершения стадиона и заканчивая вторым местом и квалификацией в Лигу Европы под руководством Майкла О’Нила. Сезон также был отмечен визитом мадридского Реала на «Талла стэдиум», где они победили 1:0, при рекордной посещаемости 10 900 зрителей. «Шемрок Роверс» закончил сезон в 2010 году победой в чемпионате Ирландии, тем самым прервав 16-летней период без побед в турнирах. Причём победу в чемпионате клуб одержал по разнице забитых и пропущенных голов, опередив на два пункта своих соперников из «Богемианса»

## Дерби и ультрас
У «Шемрок Роверс» есть три дерби, это матчи с клубом «Богемиан» (это противостояние называется Дублинское дерби), и матчи против клубов «Сент-Патрикс Атлетик» и «Шелбурн». Так же, соперником является «Линфилд».
Ультрас-группа «Шемрок Роверс»: «SRFC Ultras». Друзьями считаются фанаты клубов «Хаммарбю», «Панатинаикос», «Рома».

## Достижения клуба
- Премьер лига
  - Чемпион (21) (рекорд): 1922/23, 1924/25, 1926/27, 1931/32, 1937/38, 1938/39, 1953/54, 1956/57, 1958/59, 1963/64, 1983/84, 1984/85, 1985/86, 1986/87, 1993/94, 2010, 2011, 2020, 2021, 2022, 2023
  - Вице-чемпион (14): 1925/26, 1932/33, 1939/40, 1941/42, 1955/56, 1957/58, 1964/65, 1965/66, 1968/69, 1969/70, 1970/71, 1981/82, 2001/02, 2009
- Первый дивизион
  - Чемпион: 2006
- Кубок Ирландии
  - Победитель (25) (рекорд): 1924/25, 1928/29, 1929/30, 1930/31, 1931/32, 1932/33, 1935/36, 1939/40, 1943/44, 1944/45, 1947/48, 1954/55, 1955/56, 1961/62, 1963/64, 1964/65, 1965/66, 1966/67, 1967/68, 1968/69, 1977/78, 1984/85, 1985/86, 1986/87, 2019
  - Финалист (9): 1921/22, 1925/26, 1945/46, 1956/57, 1957/58, 1983/84, 1990/91, 2002, 2010
- Суперкубок Ирландии
  - Победитель (1): 2022
  - Финалист (1): 2021
- Кубок ирландской Лиги
  - Победитель (2): 1976/77, 2013
  - Финалист (7): 1978/79, 1981/82, 1986/87, 1987/88, 1998/99, 2012, 2014

## Рекорды
- Крупнейшая победа: 11:0 (над «Брей Анноунс» 28 октября 1928 года, в чемпионате)
- Крупнейшие поражения: 0:7 (от «Сент Джеймс Гейт» 22 апреля 1937, в чемпионате; от «Корк Сити» 31 августа 1938, в Кубке Дублина; от «Гурника» в 1994, в Кубке УЕФА)
- Лучший бомбардир (в матчах чемпионата): Падди Амброус, 109 голов (в 1949—1964 гг.)

## Выступления в еврокубках
| Сезон   | Турнир                      | Раунд                         | Соперник                 | Дома | В гостях | Общий счёт    |  |
| ------- | --------------------------- | ----------------------------- | ------------------------ | ---- | -------- | ------------- |  |
| 1957/58 | Кубок европейских чемпионов | Предварительный раунд         | Манчестер Юнайтед        | 0:6  | 2:3      | 2:9           |  |
| 1959/60 | Кубок европейских чемпионов | Предварительный раунд         | Ницца                    | 1:1  | 2:3      | 3:4           |  |
| 1962/63 | Кубок обладателей кубков    | Первый раунд                  | Ботев (Пловдив)          | 0:4  | 0:1      | 0:5           |  |
| 1963/64 | Кубок ярмарок               | Первый раунд                  | Валенсия                 | 0:1  | 2:2      | 2:3           |  |
| 1964/65 | Кубок европейских чемпионов | Предварительный раунд         | Рапид (Вена)             | 0:2  | 0:3      | 0:5           |  |
| 1965/66 | Кубок ярмарок               | Второй раунд                  | Реал Сарагоса            | 1:1  | 1:2      | 2:3           |  |
| 1966/67 | Кубок обладателей кубков    | Первый раунд                  | Спора                    | 4:1  | 4:1      | 8:2           |  |
| 1966/67 | Кубок обладателей кубков    | Второй раунд                  | Бавария                  | 1:1  | 2:3      | 3:4           |  |
| 1967/68 | Кубок обладателей кубков    | Первый раунд                  | Кардифф Сити             | 1:1  | 0:2      | 1:3           |  |
| 1968/69 | Кубок обладателей кубков    | Первый раунд                  | Раннерс Фройя            | 1:2  | 0:1      | 1:3           |  |
| 1969/70 | Кубок обладателей кубков    | Первый раунд                  | Боруссия Дортмунд        | 2:1  | 0:3      | 2:4           |  |
| 1978/79 | Кубок обладателей кубков    | Первый раунд                  | АПОЭЛ                    | 2:0  | 1:0      | 3:0           |  |
| 1978/79 | Кубок обладателей кубков    | Второй раунд                  | Баник (Острава)          | 1:3  | 0:3      | 1:6           |  |
| 1984/85 | Кубок европейских чемпионов | Первый раунд                  | Линфилд                  | 1:1  | 0:0      | 1:1(г)        |  |
| 1985/86 | Кубок европейских чемпионов | Первый раунд                  | Гонвед                   | 1:3  | 0:2      | 1:5           |  |
| 1986/87 | Кубок европейских чемпионов | Первый раунд                  | Селтик                   | 0:1  | 0:2      | 0:3           |  |
| 1987/88 | Кубок европейских чемпионов | Первый раунд                  | Омония (Никосия)         | 0:1  | 0:0      | 0:1           |  |
| 1994/95 | Кубок УЕФА                  | Предварительный раунд         | Гурник (Забже)           | 0:1  | 0:7      | 0:8           |  |
| 1998    | Кубок Интертото             | Первый раунд                  | Алтай                    | 3:2  | 1:3      | 4:5           |  |
| 2002/03 | Кубок УЕФА                  | Предварительный раунд         | Юргорден                 | 1:3  | 0:2      | 1:5           |  |
| 2003    | Кубок Интертото             | Первый раунд                  | Одра (Водзислав-Слёнски) | 1:0  | 2:1      | 3:1           |  |
| 2003    | Кубок Интертото             | Второй раунд                  | Слован (Либерец)         | 0:2  | 0:2      | 0:4           |  |
| 2010/11 | Лига Европы УЕФА            | Второй квалификационный раунд | Бней Иегуда              | 1:1  | 1:0      | 2:1           |  |
| 2010/11 | Лига Европы УЕФА            | Третий квалификационный раунд | Ювентус                  | 0:2  | 0:1      | 0:3           |  |
| 2011/12 | Лига чемпионов УЕФА         | Второй квалификационный раунд | Флора                    | 1:0  | 0:0      | 1:0           |  |
| 2011/12 | Лига чемпионов УЕФА         | Третий квалификационный раунд | Копенгаген               | 0:2  | 0:1      | 0:3           |  |
| 2011/12 | Лига Европы УЕФА            | Плей-офф раунд                | Партизан (Белград)       | 1:1  | 2:1(д)   | 3:2           |  |
| 2011/12 | Лига Европы УЕФА            | Группа А                      | Рубин                    | 0:3  | 1:4      | 4-е           |  |
| 2011/12 | Лига Европы УЕФА            | Группа А                      | Тоттенхэм Хотспур        | 0:4  | 1:3      | 4-е           |  |
| 2011/12 | Лига Европы УЕФА            | Группа А                      | ПАОК                     | 1:3  | 1:2      | 4-е           |  |
| 2012/13 | Лига чемпионов УЕФА         | Второй квалификационный раунд | Экранас                  | 0:0  | 1:2      | 1:2           |  |
| 2015/16 | Лига Европы УЕФА            | Первый квалификационный раунд | Прогрес                  | 3:0  | 0:0      | 3:0           |  |
| 2015/16 | Лига Европы УЕФА            | Второй квалификационный раунд | Одд                      | 0:2  | 1:2      | 1:4           |  |
| 2016/17 | Лига Европы УЕФА            | Первый квалификационный раунд | РоПС                     | 0:2  | 1:1      | 1:3           |  |
| 2017/18 | Лига Европы УЕФА            | Первый квалификационный раунд | Стьярнан                 | 1:0  | 1:0      | 2:0           |  |
| 2017/18 | Лига Европы УЕФА            | Второй квалификационный раунд | Млада Болеслав           | 2:3  | 0:2      | 2:5           |  |
| 2018/19 | Лига Европы УЕФА            | Первый квалификационный раунд | АИК                      | 0:1  | 1:1      | 1:2           |  |
| 2019/20 | Лига Европы УЕФА            | Первый квалификационный раунд | Бранн                    | 2:1  | 2:2      | 4:3           |  |
| 2019/20 | Лига Европы УЕФА            | Второй квалификационный раунд | Аполлон (Лимасол)        | 2:1  | 1:3(д)   | 3:4           |  |
| 2020/21 | Лига Европы УЕФА            | Первый квалификационный раунд | Ильвес                   | 2:2  | :        | 2:2 (12:11 п) |  |
| 2020/21 | Лига Европы УЕФА            | Второй квалификационный раунд | Милан                    | 0:2  |          | 0:2           |  |